# Sphaerocoryne (plant)
Sphaerocoryne is een geslacht uit de familie Annonaceae. De soorten uit het geslacht komen voor van Nigeria tot in Kenia en zuidelijk tropisch Afrika en verder ook in Indochina en West- en Centraal-Maleisië.

## Soorten
- Sphaerocoryne affinis (Teijsm. & Binn.) Ridl.
- Sphaerocoryne astiae I.M.Turner
- Sphaerocoryne blanfordiana C.E.C.Fisch.
- Sphaerocoryne diospyrifolia (Pierre ex Finet & Gagnep.) Craib
- Sphaerocoryne gracilipes (Benth.) X.Guo & R.M.K.Saunders
- Sphaerocoryne gracilis (Oliv. ex Engl. & Diels) Verdc.
- Sphaerocoryne touranensis (Bân) I.M.Turner